# Isaiah Wilson
Isaiah "Bunny" Wilson (Filadelfia, Pensilvania, 31 de mayo de 1948) es un exjugador de baloncesto estadounidense que jugó una temporada en la NBA, además de hacerlo en la ABA y en la EBA. Con 1,88 metros de estatura, lo hacía en la posición de base.

## Trayectoria deportiva

### Universidad
Jugó durante cuatro temporadas con los Super Bees de la Universidad de Baltimore, en las que promedió 28,9 puntos y 6,7 rebotes por partido, Eligió esa universidad porque un íntimo amigo suyo jugaba en el equipo. En tres ocasiones anotó más de 50 puntos en un partido.

### Profesional
Fue elegido en la vigésimo novena posición del Draft de la NBA de 1971 por Detroit Pistons, equipo con el que firmó contrato, pero una dolencia en el riñón en pretemporada hizo que sólo disputara 48 partidos, en los que promedió 3,5 puntos y 1 rebote.
Al año siguiente, tras no ser renovado, se marchó a los Allentown Jets de la EBA, hasta que recibió la llamada de los Memphis Tams de la ABA, donde disputó 30 partidos en los que promedió 6,3 puntos y 2,4 asistencias.
Acabó su carrera jugando dos temporadas en los Cherry Hill Rookies, de nuevo en la EBA.

## Estadísticas de su carrera en la NBA y la ABA

### Temporada regular
| Temporada | Edad | Equipo          | Liga  | P  | TIT | MIN  | TC  | TCA | %TC  | 3P  | 3PA | %3P  | TL  | TLA | %TL  | R.OF. | R.DEF. | REB | ASIS | ROB | TAP | PER | FP  | PTS |
| 1971-72   | 23   | Detroit Pistons | NBA   | 48 |     | 6.7  | 1.3 | 3.7 | .356 |     |     |      | 0.9 | 1.2 | .732 |       |        | 1.0 | 0.9  |     |     |     | 0.7 | 3.5 |
| 1972-73   | 24   | Memphis Tams    | ABA   | 30 |     | 12.9 | 2.3 | 5.3 | .428 | 0.1 | 0.3 | .375 | 1.7 | 2.1 | .797 | 0.6   | 0.7    | 1.3 | 2.4  |     |     | 1.4 | 1.5 | 6.3 |
| Total     |      |                 | TOTAL | 78 |     | 9.1  | 1.7 | 4.3 | .390 | 0.1 | 0.3 | .375 | 1.2 | 1.5 | .767 | 0.6   | 0.7    | 1.1 | 1.4  |     |     | 1.4 | 1.0 | 4.6 |
|           |      |                 | NBA   | 48 |     | 6.7  | 1.3 | 3.7 | .356 |     |     |      | 0.9 | 1.2 | .732 |       |        | 1.0 | 0.9  |     |     |     | 0.7 | 3.5 |
|           |      |                 | ABA   | 30 |     | 12.9 | 2.3 | 5.3 | .428 | 0.1 | 0.3 | .375 | 1.7 | 2.1 | .797 | 0.6   | 0.7    | 1.3 | 2.4  |     |     | 1.4 | 1.5 | 6.3 |